# Kanton Nantes-8
Der Kanton Nantes-8 war von 1973 bis 2015 ein französischer Wahlkreis im Arrondissement Nantes, im Département Loire-Atlantique und in der Region Pays de la Loire.
Der Kanton Nantes-8 umfasste nordöstliche Viertel der Stadt Nantes; darunter Erdre und Beaujoère.